# Jardim Botânico de São José
O Jardim Botânico de São José Max Hablitzel é um jardim botânico brasileiro situado em São José, Santa Catarina. É um dos primeiros jardins do estado.
A iniciativa privada foi a responsável pela construção do espaço no bairro Potecas, que foi doado a cidade. O Jardim Botânico fica localizado num loteamento de mesmo nome. Ele conta uma sede administrativa, anfiteatro para eventos de educação ambiental, trilhas ecológicas, estufa com vegetação nativa e um herbário, uma coleção científica composta por amostra de plantas secas.
O nome oficial homenageia Max Hablitzel, morador josefense que tinha uma famosa coleção de orquídeas e bromélias em sua fazenda. Boa parte dessa coleção, principalmente de bromélias, foi doada para o Jardim Botânico.